# Groet
Groet est un village de la commune néerlandaise de Bergen, dans la province de la Hollande-Septentrionale. Le 1er janvier 2004, le village comptait 1 689 habitants.

## Histoire
Groet a été une commune indépendante jusqu'au 1er janvier 1834, date de son rattachement à Schoorl. Groet avait déjà été rattaché à cette commune de 1812 à 1817.